# Sorrento Calcio 1945 2023-2024
Questa voce raccoglie le informazioni riguardanti il Sorrento Calcio 1945 nelle competizioni ufficiali della stagione 2023-2024.

## Divise e sponsor
Il fornitore tecnico per la stagione 2023-2024 è Zeus Sport, mentre gli sponsor di maglia sono i seguenti:
- MSC, il cui marchio appare al centro delle divise
- Caremar, sulla parte destra del petto

| 1ª divisa | 2ª divisa |

## Organigramma societario
Area direttiva
- Presidente: Giuseppe Cappiello
- Vice-presidente: Michele Mauro
- Direttore Generale: Benito Starace
- Segretario Generale: Francesco Iaccarino

Area tecnica
- Direttore Sportivo: Alessandro Amarante
- Allenatore: Vincenzo Maiuri
- Allenatore in seconda: Felice Scotto
- Match Analyst: Piero Colangelo
- Preparatore atletico: Giuseppe Ambrosio
- Collaboratore tecnico: Salvatore D'Alterio
- Preparatore dei portieri: Antonio D'Ambrosio
- Team Manager: Alfonso Gargiulo

Area comunicazione
- Responsabile Marketing: Michele Mauro
- Fotografo Ufficiale: Lorenza Ambrosio
- Responsabile Comunicazione: Gianluca Monti
- Social media manager: Lorenza Ambrosio
- Content creator: Viviana Landolfi

Area Sanitaria
- Responsabile sanitario: Dott.Epifano D’Arrigo
- Medico sociale: Dott.Angelo Lauro
- Responsabile fisioterapisti: Giancarlo Colonna
- Fisioterapista: Dario Sgambati
- Fisioterapista: Giuseppe Gargiulo
- Fisioterapista: Mario Mascolo
- Fisioterapista: Marco Gargiulo
- Fisioterapista: Alessandro Testa

## Rosa
Aggiornato al 20 maggio 2024.
| N. |                    | Ruolo | Calciatore                 |
| -- | ------------------ | ----- | -------------------------- |
| 1  | Italia (bandiera)  | P     | Ludovico Del Sorbo         |
| 2  | Italia (bandiera)  | D     | Gianmarco Todisco          |
| 3  | Italia (bandiera)  | C     | Gaetano Vitale             |
| 4  | Italia (bandiera)  | C     | Giuseppe La Monica         |
| 6  | Italia (bandiera)  | D     | Francesco Fusco (capitano) |
| 7  | Italia (bandiera)  | A     | Salvatore Scala            |
| 8  | Italia (bandiera)  | C     | Marco Cuccurullo           |
| 9  | Italia (bandiera)  | D     | Edoardo Blondett           |
| 10 | Italia (bandiera)  | A     | Riccardo Martignago        |
| 11 | Gambia (bandiera)  | A     | Ismaila Badje              |
| 14 | Italia (bandiera)  | D     | Marco Chiricallo           |
| 15 | Italia (bandiera)  | C     | Alberto De Francesco       |
| 16 | Italia (bandiera)  | A     | Domenico Musella           |
| 17 | Italia (bandiera)  | A     | Francesco Pio Petito       |
| 17 | Italia (bandiera)  | A     | Domenico Esposito          |
| 18 | Italia (bandiera)  | P     | Giovanni Paolo De Gennaro  |
| 19 | Italia (bandiera)  | D     | Lorenzo Colombini          |
| 21 | Albania (bandiera) | C     | Aristidi Kolaj             |
| 22 | Italia (bandiera)  | P     | Andrea D'Aniello           |
| 24 | Italia (bandiera)  | P     | Gianmarco Marzullo         |
| 25 | Italia (bandiera)  | D     | Raul Morichelli            |
| 26 | Italia (bandiera)  | D     | Vincenzo Di Somma          |
| 27 | Italia (bandiera)  | D     | Ciro Loreto                |
| 29 | Italia (bandiera)  | C     | Pietro Messori             |
| 30 | Italia (bandiera)  | C     | Angelo Bonavolontà         |
| 33 | Italia (bandiera)  | D     | Antonio Vitiello           |
| 35 | Italia (bandiera)  | D     | Davide Amendola            |
| 37 | Italia (bandiera)  | D     | Tommaso Panelli            |
| 49 | Italia (bandiera)  | C     | Ferdinando Ilardi          |

| N. |                   | Ruolo | Calciatore          |
| -- | ----------------- | ----- | ------------------- |
| 50 | Italia (bandiera) | A     | Francesco Aiello    |
| 59 | Italia (bandiera) | P     | Antonio Oliva       |
| 66 | Italia (bandiera) | A     | Tommaso Sorrentino  |
| 72 | Italia (bandiera) | C     | Andrea Palella      |
| 74 | Italia (bandiera) | A     | Luciano Fortunato   |
| 76 | Italia (bandiera) | A     | Souleymane Kone     |
| 77 | Italia (bandiera) | A     | Ciro Capasso        |
| 79 | Spagna (bandiera) | C     | Toni Caravaca       |
| 80 | Italia (bandiera) | D     | Michele Somma       |
| 84 | Italia (bandiera) | C     | Bruno Petrone       |
| 91 | Italia (bandiera) | A     | Mario Ravasio       |
| 97 | Italia (bandiera) | P     | Mirko Albertazzi    |
| 98 | Italia (bandiera) | C     | Pasquale Riccardi   |
|    | Italia (bandiera) | D     | Roberto Gallo       |
|    | Italia (bandiera) | D     | Michele Somma       |
|    | Italia (bandiera) | C     | Giuseppe Antonazzo  |
|    | Italia (bandiera) | C     | Marco Cinque        |
|    | Italia (bandiera) | C     | Andrea Crisci       |
|    | Italia (bandiera) | C     | Fernando De Gennaro |
|    | Italia (bandiera) | C     | Emanuele Di Martino |
|    | Italia (bandiera) | C     | Antonio Gaglione    |
|    | Italia (bandiera) | C     | Salvatore Iaccarone |
|    | Italia (bandiera) | C     | Salvatore Musto     |
|    | Italia (bandiera) | C     | Antonio Pazzi       |
|    | Italia (bandiera) | C     | Ciro Sannino        |
|    | Italia (bandiera) | A     | Pietro Braccioforte |
|    | Italia (bandiera) | A     | Leonardo Gargiulo   |
|    | Italia (bandiera) | A     | Salvatore Ottieri   |

## Calciomercato

### Sessione estiva(dall'1/7 al 1/9)
| Acquisti | Acquisti             | Acquisti             | Acquisti              |
| R.       | Nome                 | da                   | Modalità              |
| -------- | -------------------- | -------------------- | --------------------- |
| P        | Andrea D'Aniello     | Pescara              | definitivo (gratuito) |
| D        | Lorenzo Colombini    | Spezia               | definitivo            |
| P        | Richard Marcone      | Avellino             | definitivo            |
| D        | Edoardo Blondett     | Audace Cerignola     | definitivo (gratuito) |
| D        | Vincenzo Di Somma    | Paganese             | definitivo (gratuito) |
| D        | Ciro Loreto          | Gelbison             | definitivo (gratuito) |
| D        | Tommaso Panelli      | Rimini               | definitivo (gratuito) |
| D        | Antonio Vitiello     | Turris               | definitivo            |
| C        | Angelo Bonavolontà   | Torres               | definitivo (gratuito) |
| C        | Toni Caravaca        | Barcellona Juvenil A | definitivo (gratuito) |
| C        | Alberto De Francesco | Mantova              | definitivo (gratuito) |
| C        | Pietro Messori       | Mantova              | definitivo (gratuito) |
| C        | Gaetano Vitale       | Monopoli             | prestito              |
| A        | Ciro Capasso         | Fiorentina Primavera | prestito              |
| A        | Souleymane Kone      | Viterbese Primavera  | definitivo            |
| A        | Riccardo Martignago  | Alessandria          | definitivo (gratuito) |
| A        | Alessandro Pozzi     | Frosinone Primavera  | definitivo (gratuito) |
| A        | Mario Ravasio        | Lucchese             | prestito              |
| A        | Mattia Sessa         | Lavello              | fine prestito         |
| A        | Roberto Starita      | Ischia               | fine prestito         |

| Cessioni | Cessioni            | Cessioni         | Cessioni              |
| R.       | Nome                | a                | Modalità              |
| -------- | ------------------- | ---------------- | --------------------- |
| D        | Mattia Bisceglia    |                  | svincolato            |
| D        | Davide Cacace       |                  | fine carriera         |
| D        | Francesco Todisco   | Cavese           | definitivo (gratuito) |
| D        | Mattia Tufano       | Acireale         | definitivo (gratuito) |
| C        | Giulio Carotenuto   | Palmese          | definitivo (gratuito) |
| C        | Giuseppe Cervellera | Sangiuliano City | fine prestito         |
| C        | Bilal Erradi        | Juve Stabia      | fine prestito         |
| C        | Eric Herrera        | Angri            | definitivo (gratuito) |
| C        | Raffaele Maresca    | Cosenza          | fine prestito         |
| C        | Antonio Potenza     | Palmese          | prestito              |
| C        | Stefano Selvaggio   | Juve Stabia      | definitivo (gratuito) |
| A        | Gabriel D'Ottavi    |                  | svincolato            |
| A        | Davide Gaetani      | Caratese         | definitivo (gratuito) |
| A        | Alfonso Gargiulo    |                  | fine carriera         |
| A        | Alessandro Pozzi    | Ostia Mare       | prestito              |
| A        | Mattia Sessa        | Gaeta            | definitivo (gratuito) |
| A        | Felice Simonetti    |                  | svincolato            |
| A        | Roberto Starita     | Sconosciuto      | definitivo            |

### Sessione invernale(dal 2/1 al 1/2)
| Acquisti | Acquisti          | Acquisti        | Acquisti              |
| R.       | Nome              | da              | Modalità              |
| -------- | ----------------- | --------------- | --------------------- |
| P        | Mirko Albertazzi  | Brindisi        | definitivo (gratuito) |
| D        | Raul Morichelli   | Perugia         | prestito              |
| C        | Andrea Palella    | Genoa Primavera | definitivo            |
| A        | Aristidi Kolaj    | Pescara         | prestito              |
| A        | Pasquale Riccardi | Potenza         | prestito              |

| Cessioni | Cessioni             | Cessioni        | Cessioni              |
| R.       | Nome                 | a               | Modalità              |
| -------- | -------------------- | --------------- | --------------------- |
| P        | Richard Marcone      | Turris          | definitivo (gratuito) |
| D        | Tommaso Panelli      | Turris          | prestito              |
| C        | Toni Caravaca        | Novara          | prestito              |
| A        | Souleymane Kone      | Lazio Primavera | prestito              |
| A        | Francesco Pio Petito | AZ Picerno      | definitivo            |

## Risultati

### Serie C

#### Girone di andata
| Arbitro: | Mastrodomenico (Matera) |

|                |           |  |
| Nocciolini 63’ | Marcatori |  |

| Arbitro: | Lovison (Padova) |

|                            |           |                                   |
| Blondett 16’ La Monica 52’ | Marcatori | 37’ (rig.) Malcore 60’ Tentardini |

| Arbitro: | Cavaliere (Paola) |

|                                       |           |                          |
| Nocerino 22’ Scaccabarozzi 45+2’, 59’ | Marcatori | 16’ Vitale 41’ La Monica |

| Arbitro: | Nicolini (Brescia) |

|  |           |          |
|  | Marcatori | 48’ Tito |

| Arbitro: | Virgilio (Trapani) |

|           |           |  |
| Gómez 23’ | Marcatori |  |

| Arbitro: | Cappai (Cagliari) |

|            |           |             |
| Murano 15’ | Marcatori | 50’ Ravasio |

| Arbitro: | D'Eusanio (Faenza) |

|                         |           |  |
| De Francesco 27’ (rig.) | Marcatori |  |

| Arbitro: | Di Cicco (Lanciano) |

|             |           |                                            |
| Izzillo 25’ | Marcatori | 14’, 84’ Ravasio 19’, 30’ Vitale 61’ Scala |

| Arbitro: | Bordin (Bassano del Grappa) |

|  |           |             |
|  | Marcatori | 84’ Bolsius |

| Arbitro: | Allegretta (Molfetta) |

|                                |           |  |
| Caturano 30’, 41’ Rossetti 78’ | Marcatori |  |

| Arbitro: | Zago (Conegliano) |

|  |           |                           |
|  | Marcatori | 28’ Sini 88’ Di Francesco |

| Arbitro: | Viapiana (Catanzaro) |

|            |           |             |
| Embalo 50’ | Marcatori | 25’ Ravasio |

| Arbitro: | Giaccaglia (Jesi) |

|                |           |  |
| Martignago 72’ | Marcatori |  |

| Castellammare di Stabia 19 novembre 2023, ore 18:30 CET 14ª giornata | Juve Stabia        | 0 – 0 referto | Sorrento | Stadio Romeo Menti (4830 spett.)\| Arbitro: \| De Angeli (Milano) \| |
| Arbitro:                                                             | De Angeli (Milano) |               |          |                                                                      |

| Arbitro: | Pezzopane (L'Aquila) |

|                       |           |  |
| De Francesco 59’, 76’ | Marcatori |  |

| Arbitro: | Cherchi (Carbonia) |

|  |           |                            |
|  | Marcatori | 13’ Martignago 74’ Ravasio |

| Arbitro: | Silvestri (Roma 1) |

|  |           |                         |
|  | Marcatori | 35’ Bunino 38’ Lombardi |

| Arbitro: | Canci (Carrara) |

|  |           |                  |
|  | Marcatori | 42’ De Francesco |

| Arbitro: | Ubaldi (Roma 1) |

|             |           |           |
| Ravasio 47’ | Marcatori | 9’ Damian |

#### Girone di ritorno
| Arbitro: | Vogliacco (Bari) |

|                                            |           |  |
| De Francesco 19’ (rig.) Ravasio 57’ (rig.) | Marcatori |  |

| Arbitro: | Emmanuele (Pisa) |

|              |           |                        |
| D'Andrea 71’ | Marcatori | 15’ Ravasio 63’ Vitale |

| Arbitro: | Di Cicco (Lanciano) |

|                       |           |             |
| Fusco 73’ Ravasio 76’ | Marcatori | 44’ Nicolao |

| Arbitro: | Giaccaglia (Jesi) |

|  |           |             |
|  | Marcatori | 72’ Ravasio |

| Arbitro: | Perri (Roma 1) |

|                         |           |              |
| De Francesco 42’ (rig.) | Marcatori | 23’ Tribuzzi |

| Arbitro: | Ancora (Roma 1) |

|  |           |                           |
|  | Marcatori | 8’ Murano 90+4’ Albertini |

| Arbitro: | Gasperotti (Rovereto) |

|                           |           |  |
| Plescia 55’ Luciani 90+2’ | Marcatori |  |

| Arbitro: | Djurdjevic (Trieste) |

|                |           |  |
| Martignago 52’ | Marcatori |  |

| Arbitro: | Caldera (Como) |

|                                                     |           |  |
| Ciano 49’ Ciciretti 62’ Bolsius 79’ Simonetti 90+2’ | Marcatori |  |

| Arbitro: | Calzavara (Varese) |

|                 |           |              |
| Colombini 90+4’ | Marcatori | 60’ Caturano |

| Arbitro: | Mucera (Palermo) |

|                   |           |  |
| Eusepi 23’ (rig.) | Marcatori |  |

| Arbitro: | Zanotti (Rimini) |

|             |           |             |
| Capasso 81’ | Marcatori | 73’ Tascone |

| Taranto 17 marzo 2024, ore 18:30 CET 32ª giornata | Taranto              | 0 – 0 referto | Sorrento | Stadio Erasmo Iacovone (5503 spett.)\| Arbitro: \| Costanza (Agrigento) \| |
| Arbitro:                                          | Costanza (Agrigento) |               |          |                                                                            |

| Arbitro: | Virgilio (Trapani) |

|               |           |                   |
| La Monica 69’ | Marcatori | 6’ Meli 65’ Mosti |

| Arbitro: | Delrio (Reggio Emilia) |

|                    |           |  |
| Borello 45’ (rig.) | Marcatori |  |

| Arbitro: | Gemelli (Messina) |

|                                                    |           |             |
| Ravasio 16’ Martignago 48’ De Francesco 62’ (rig.) | Marcatori | 81’ Fabrizi |

| Arbitro: | Poli (Verona) |

|                        |           |  |
| Labriola 27’ Guida 82’ | Marcatori |  |

| Arbitro: | Mastrodomenico (Matera) |

|                                       |           |                 |
| Loreto 49’ Cuccurullo 70’ Ravasio 84’ | Marcatori | 85’, 90’ Cianci |

| Arbitro: | Pezzopane (L'Aquila) |

|                                                          |           |                              |
| Deli 11’, 38’ Montalto 29’ Tavernelli 66’ Carretta 90+1’ | Marcatori | 9’ De Francesco 57’ Riccardi |

### Coppa Italia Serie C

#### Turni eliminatori
| Arbitro: | Peletti (Crema) |

|                                                   |           |  |
| Embalo 24’ (rig.), 51’ Rossi 34’ Peralta 72’, 86’ | Marcatori |  |

## Statistiche

### Statistiche di squadra
Statistiche aggiornate al 27 aprile 2024
| Competizione         | Punti | In casa | In casa | In casa | In casa | In casa | In casa | In trasferta | In trasferta | In trasferta | In trasferta | In trasferta | In trasferta | Totale | Totale | Totale | Totale | Totale | Totale | D.R. |
| Competizione         | Punti | G       | V       | N       | P       | Gf      | Gs      | G            | V            | N            | P            | Gf           | Gs           | G      | V      | N      | P      | Gf     | Gs     | D.R. |
| -------------------- | ----- | ------- | ------- | ------- | ------- | ------- | ------- | ------------ | ------------ | ------------ | ------------ | ------------ | ------------ | ------ | ------ | ------ | ------ | ------ | ------ | ---- |
| Serie C              | 48    | 19      | 8       | 5       | 6       | 22      | 20      | 19           | 5            | 4            | 10           | 17           | 27           | 38     | 13     | 9      | 16     | 39     | 49     | -10  |
| Coppa Italia Serie C | -     | 0       | 0       | 0       | 0       | 0       | 0       | 1            | 0            | 0            | 1            | 0            | 5            | 1      | 0      | 0      | 1      | 0      | 5      | -5   |
| Totale               | 48    | 19      | 8       | 5       | 6       | 22      | 20      | 20           | 5            | 4            | 11           | 17           | 32           | 39     | 13     | 9      | 17     | 39     | 54     | -15  |

### Andamento in campionato
| Giornata  | 1  | 2  | 3  | 4  | 5  | 6  | 7  | 8  | 9  | 10 | 11 | 12 | 13 | 14 | 15 | 16 | 17 | 18 | 19 | 20 | 21 | 22 | 23 | 24 | 25 | 26 | 27 | 28 | 29 | 30 | 31 | 32 | 33 | 34 | 35 | 36 | 37 | 38 |
| --------- | -- | -- | -- | -- | -- | -- | -- | -- | -- | -- | -- | -- | -- | -- | -- | -- | -- | -- | -- | -- | -- | -- | -- | -- | -- | -- | -- | -- | -- | -- | -- | -- | -- | -- | -- | -- | -- | -- |
| Luogo     | T  | C  | T  | C  | T  | T  | C  | T  | C  | T  | C  | T  | C  | T  | C  | T  | C  | T  | C  | C  | T  | C  | T  | C  | C  | T  | C  | T  | C  | T  | C  | T  | C  | T  | C  | T  | C  | T  |
| Risultato | P  | N  | P  | P  | P  | N  | V  | V  | P  | P  | P  | N  | V  | N  | V  | V  | P  | V  | N  | V  | V  | V  | V  | N  | P  | P  | V  | P  | N  | P  | N  | N  | P  | P  | V  | P  | V  | P  |
| Posizione | 12 | 13 | 15 | 18 | 19 | 19 | 19 | 17 | 17 | 17 | 17 | 18 | 18 | 16 | 16 | 15 | 13 | 14 | 12 | 14 | 11 | 10 | 8  | 7  | 8  | 8  | 10 | 9  | 9  | 10 | 10 | 10 | 11 | 12 | 12 | 10 | 12 | 12 |

Fonte:  Serie C - Girone C – Classifica giornata, su transfermarkt.it.
Legenda:

Luogo: C = Casa; T = Trasferta. Risultato: V = Vittoria; N = Pareggio; P = Sconfitta.

### Statistiche dei giocatori
Aggiornata al 21 dicembre 2024
| Giocatore       | Serie C  | Serie C | Serie C     | Serie C    | Coppa Italia | Coppa Italia | Coppa Italia | Coppa Italia | Totale   | Totale | Totale      | Totale     |
| Giocatore       | Presenze | Reti    | Ammonizioni | Espulsioni | Presenze     | Reti         | Ammonizioni  | Espulsioni   | Presenze | Reti   | Ammonizioni | Espulsioni |
| --------------- | -------- | ------- | ----------- | ---------- | ------------ | ------------ | ------------ | ------------ | -------- | ------ | ----------- | ---------- |
| F. Aiello       | 0        | 0       | 0           | 0          | 1            | 0            | 0            | 0            | 1        | 0      | 0           | 0          |
| M. Albertazzi   | 5        | -6      | 0           | 0          | 0            | -0           | 0            | 0            | 5        | -6     | 0           | 0          |
| I. Badje        | 27       | 0       | 3           | 0          | 0            | 0            | 0            | 0            | 27       | 0      | 3           | 0          |
| E. Blondett     | 33       | 1       | 8           | 1          | 0            | 0            | 0            | 0            | 33       | 1      | 8           | 1          |
| A. Bonavolontà  | 22       | 0       | 6           | 0          | 0            | 0            | 0            | 0            | 22       | 0      | 6           | 0          |
| P. Braccioforte | 0        | 0       | 0           | 0          | 1            | 0            | 0            | 0            | 1        | 0      | 0           | 0          |
| C. Capasso      | 12       | 1       | 2           | 0          | 0            | 0            | 0            | 0            | 12       | 1      | 2           | 0          |
| T. Caravaca     | 1        | 0       | 0           | 0          | 1            | 0            | 0            | 0            | 2        | 0      | 0           | 0          |
| M. Chiricallo   | 0        | 0       | 0           | 0          | 0            | 0            | 0            | 0            | 0        | 0      | 0           | 0          |
| M. Cinque       | 0        | 0       | 0           | 0          | 0            | 0            | 0            | 0            | 0        | 0      | 0           | 0          |
| L. Colombini    | 23       | 1       | 1           | 0          | 0            | 0            | 0            | 0            | 23       | 1      | 1           | 0          |
| A. Crisci       | 0        | 0       | 0           | 0          | 1            | 0            | 0            | 0            | 1        | 0      | 0           | 0          |
| M. Cuccurullo   | 33       | 1       | 4           | 0          | 0            | 0            | 0            | 0            | 33       | 1      | 4           | 0          |
| A. D'Aniello    | 1        | -1      | 0           | 0          | 1            | -3           | 0            | 0            | 2        | -4     | 0           | 0          |
| A. De Francesco | 36       | 8       | 6           | 1          | 0            | 0            | 0            | 0            | 36       | 8      | 6           | 1          |
| F. De Gennaro   | 0        | 0       | 0           | 0          | 0            | 0            | 0            | 0            | 0        | 0      | 0           | 0          |
| L. Del Sorbo    | 22       | -25     | 3           | 0          | 1            | -2           | 0            | 0            | 23       | -27    | 3           | 0          |
| E. Di Martino   | 0        | 0       | 0           | 0          | 1            | 0            | 0            | 0            | 1        | 0      | 0           | 0          |
| V. Di Somma     | 9        | 0       | 1           | 0          | 0            | 0            | 0            | 0            | 9        | 0      | 1           | 0          |
| L. Fortunato    | 0        | 0       | 0           | 0          | 0            | 0            | 0            | 0            | 0        | 0      | 0           | 0          |
| F. Fusco        | 32       | 1       | 5           | 0          | 0            | 0            | 0            | 0            | 32       | 1      | 5           | 0          |
| R. Gallo        | 0        | 0       | 0           | 0          | 1            | 0            | 0            | 0            | 1        | 0      | 0           | 0          |
| L. Gargiulo     | 0        | 0       | 0           | 0          | 0            | 0            | 0            | 0            | 0        | 0      | 0           | 0          |
| F. Ilardi       | 0        | 0       | 0           | 0          | 1            | 0            | 0            | 0            | 1        | 0      | 0           | 0          |
| A. Kolaj        | 10       | 0       | 2           | 0          | 0            | 0            | 0            | 0            | 10       | 0      | 2           | 0          |
| S. Kone         | 0        | 0       | 0           | 0          | 1            | 0            | 0            | 0            | 1        | 0      | 0           | 0          |
| G. La Monica    | 29       | 3       | 6           | 0          | 0            | 0            | 0            | 0            | 29       | 3      | 6           | 0          |
| C. Loreto       | 34       | 1       | 3           | 0          | 0            | 0            | 0            | 0            | 34       | 1      | 3           | 0          |
| R. Marcone      | 11       | -15     | 1           | 1          | 0            | -0           | 0            | 0            | 11       | -15    | 1           | 1          |
| R. Martignago   | 32       | 4       | 3           | 1          | 0            | 0            | 0            | 0            | 32       | 4      | 3           | 1          |
| P. Messori      | 24       | 0       | 2           | 1          | 0            | 0            | 0            | 0            | 24       | 0      | 2           | 1          |
| R. Morichelli   | 1        | 0       | 0           | 0          | 0            | 0            | 0            | 0            | 1        | 0      | 0           | 0          |
| D. Musella      | 0        | 0       | 0           | 0          | 0            | 0            | 0            | 0            | 0        | 0      | 0           | 0          |
| S. Musto        | 0        | 0       | 0           | 0          | 1            | 0            | 0            | 0            | 1        | 0      | 0           | 0          |
| A. Oliva        | 0        | -0      | 0           | 0          | 0            | -0           | 0            | 0            | 0        | -0     | 0           | 0          |
| S. Ottieri      | 0        | 0       | 0           | 0          | 1            | 0            | 0            | 0            | 1        | 0      | 0           | 0          |
| A. Palella      | 1        | 0       | 0           | 0          | 0            | 0            | 0            | 0            | 1        | 0      | 0           | 0          |
| T. Pannelli     | 16       | 0       | 0           | 1          | 0            | 0            | 0            | 0            | 16       | 0      | 0           | 1          |
| A. Pazzi        | 0        | 0       | 0           | 0          | 1            | 0            | 0            | 0            | 1        | 0      | 0           | 0          |
| F. Petito       | 13       | 0       | 2           | 1          | 0            | 0            | 0            | 0            | 13       | 0      | 2           | 1          |
| M. Ravasio      | 38       | 12      | 3           | 1          | 0            | 0            | 0            | 0            | 38       | 12     | 3           | 1          |
| P. Riccardi     | 13       | 1       | 1           | 0          | 0            | 0            | 0            | 0            | 13       | 1      | 1           | 0          |
| C. Sannino      | 0        | 0       | 0           | 0          | 0            | 0            | 0            | 0            | 0        | 0      | 0           | 0          |
| S. Scala        | 23       | 1       | 3           | 0          | 0            | 0            | 0            | 0            | 23       | 1      | 3           | 0          |
| M. Somma        | 0        | 0       | 0           | 0          | 1            | 0            | 0            | 0            | 1        | 0      | 0           | 0          |
| T. Sorrentino   | 0        | 0       | 0           | 0          | 1            | 0            | 0            | 0            | 1        | 0      | 0           | 0          |
| N. Spina        | 0        | 0       | 0           | 0          | 1            | 0            | 0            | 0            | 1        | 0      | 0           | 0          |
| G. Todisco      | 32       | 0       | 3           | 0          | 0            | 0            | 0            | 0            | 32       | 0      | 3           | 0          |
| G. Vitale       | 36       | 4       | 9           | 1          | 0            | 0            | 0            | 0            | 36       | 4      | 9           | 1          |
| A. Vitiello     | 20       | 0       | 3           | 0          | 0            | 0            | 0            | 0            | 20       | 0      | 3           | 0          |

## Giovanili

### Organigramma
- Responsabile Settore Giovanile: Pasquale Ottobre

Primavera
- Allenatore: Luigi Cappiello, dal 19 luglio Giampiero Buonocore

#### Giovanili
Under 17
- Allenatore: Bruno Conte

Under 16
- Allenatore: Carmine Sessa

Under 15
- Allenatore: Daniele Cacace

Under 14
- Allenatore: Federico Cuomo

### Piazzamenti

#### Primavera
- Campionato: 7º posto

#### Under-17
- Campionato: 1º posto
- Play-off: Ottavi di Finale

#### Under-16
Campionato: 8º posto

#### Under-15
- Campionato: 9º posto

#### Under 14 Elìte Regionali
- Campionato: ?